# Communauté de communes Sioulet-Chavanon
Pour les articles homonymes, voir Chavanon (homonymie).
La communauté de communes Sioulet-Chavanon est une communauté de communes française située dans le département du Puy-de-Dôme en région Auvergne-Rhône-Alpes.

## Histoire
La loi no 2015-991 du 7 août 2015 portant nouvelle organisation territoriale de la République, dite loi NOTRe, impose aux établissements publics de coopération intercommunale à fiscalité propre une population minimale de 15 000 habitants, avec des dérogations, sans pour autant descendre en dessous de 5 000 habitants. La population municipale 2012 (3 660 habitants) de la communauté de communes Sioulet-Chavanon étant inférieure à ce dernier seuil, la structure intercommunale ne peut plus se maintenir.
Le projet de schéma départemental de coopération intercommunale (SDCI) du Puy-de-Dôme, dévoilé en octobre 2015, proposait la fusion avec les communautés de communes de Haute Combraille et Pontgibaud Sioule et Volcans. La nouvelle intercommunalité, qui constitue l'ouest des Combrailles, et bénéficiant d'un accès autoroutier à l'A89, comptera 36 communes, toutes en zone de montagne, pour près de 13 500 habitants.
Le périmètre proposé n'est pas modifié à la suite de l'adoption du SDCI en mars 2016. Un arrêté préfectoral du 13 décembre 2016 prononce la fusion de ces trois communautés de communes ; la nouvelle structure intercommunale prend le nom de « Chavanon Combrailles et Volcans ».

## Territoire communautaire

### Géographie
La communauté de communes Sioulet-Chavavon est située à l'ouest du département du Puy-de-Dôme. Elle jouxte sept intercommunalités :
- dans le Puy-de-Dôme : Haute Combraille au nord, Rochefort-Montagne au nord-est, Sancy-Artense Communauté au sud-est ;
- dans la région voisine Nouvelle-Aquitaine et le département de la Corrèze : Val et plateaux bortois au sud, Ussel - Meymac - Haute-Corrèze au sud-ouest, Pays d'Eygurande à l'ouest ;
- dans le département de la Creuse : la communauté de communes des Sources de la Creuse.

Le territoire communautaire bénéficie d'un accès autoroutier, par l'A89 (échangeur 25 le plus proche hors intercommunalité, en direction de Clermont-Ferrand et de Bordeaux). La route départementale 2089, ancienne route nationale 89, traverse la commune siège.

### Composition
La communauté de communes est composée des douze communes suivantes :
| Nom                        | Code Insee | Gentilé         | Superficie (km2) | Population (dernière pop. légale) | Densité (hab./km2) |
| -------------------------- | ---------- | --------------- | ---------------- | --------------------------------- | ------------------ |
| Bourg-Lastic (siège)       | 63048      | Bourcagnauds    | 40,46            | 886 (2014)                        | 22                 |
| Briffons                   | 63053      |                 | 40,32            | 287 (2014)                        | 7,1                |
| Herment                    | 63175      | Hermentois      | 9,57             | 303 (2014)                        | 32                 |
| Lastic                     | 63191      |                 | 17,31            | 108 (2014)                        | 6,2                |
| Messeix                    | 63225      | Messeiroux      | 39,32            | 1 088 (2014)                      | 28                 |
| Prondines                  | 63289      | Prondinois      | 30,91            | 263 (2014)                        | 8,5                |
| Saint-Germain-près-Herment | 63351      | Saint-Germinois | 16,82            | 81 (2014)                         | 4,8                |
| Saint-Sulpice              | 63399      |                 | 18,22            | 87 (2014)                         | 4,8                |
| Sauvagnat                  | 63410      | Sauvagnatois    | 24,13            | 134 (2014)                        | 5,6                |
| Savennes                   | 63416      |                 | 16,81            | 91 (2014)                         | 5,4                |
| Tortebesse                 | 63433      | Sampauds        | 11,64            | 56 (2014)                         | 4,8                |
| Verneugheol                | 63450      | Verneugheolois  | 34,14            | 248 (2014)                        | 7,3                |

### Démographie
| 1968  | 1975  | 1982  | 1990  | 1999  | 2008  | 2013  |
| ----- | ----- | ----- | ----- | ----- | ----- | ----- |
| 7 794 | 6 519 | 5 812 | 4 760 | 4 251 | 3 826 | 3 672 |

## Administration

### Siège
Le siège de la communauté de communes est situé à Bourg-Lastic.

### Les élus
La communauté de communes est gérée par un conseil communautaire composé de 27 membres représentant chacune des communes membres.
Ils sont répartis comme suit : quatre délégués pour Messeix, trois pour Bourg-Lastic et deux pour les autres communes.

### Présidence
La communauté de communes est présidée par Boris Souchal et comprend trois vice-présidents (Jean-François Bizet, Yannick Erragne et Bernard Thomas).

### Compétences
- Développement économique : création, aménagement, entretien et gestion de zones d'activités industrielle, commerciale, tertiaire, artisanale ou touristique
- Aménagement de l'espace : schémas de cohérence territoriale et de secteur, création de zones d'aménagement concerté, organisation des transports non urbains
- Production et distribution d'énergie
- Environnement et cadre de vie : assainissement non collectif
- Sanitaires et social : aide sociale facultative, action sociale, centre intercommunal d'action sociale
- Voirie
- Développement touristique
- Logement et habitat

### Régime fiscal et budget
La communauté de communes applique la fiscalité professionnelle unique.
Sioulet-Chavanon possède un potentiel fiscal par habitant de 140,52 euros, inférieur à la moyenne départementale qui s'élève à 198,51 euros. Les taux d'imposition votés en 2015 sont les suivants : taxe d'habitation 8,90 %, foncier bâti 0 %, foncier non bâti 3,15 %, cotisation foncière des entreprises 21,52 %.

### Source
- Fiche dans la base nationale sur l'intercommunalité